# Geicher Mühle
Die Geicher Mühle war eine Wassermühle, die im Zülpicher Stadtteil Geich im Kreis Euskirchen lag.
Die Mahlmühle lag am Neffelbach. Sie hatte zwei Mahlgänge im Wechselwerk und ein unterschlächtiges Wasserrad.
Oberhalb lag die Biessenmühle und unterhalb die Bessenicher Mühle.
Im Jahre 1808 wurde die Getreidemühle erstmals erwähnt, und zwar wurde als Besitzerin die Witwe Kurth aus Geich genannt. 1957 war die Mühle der damaligen Besitzer Courth nicht mehr in Betrieb.